# Shropshire Star
Shropshire Star är en regional dagstidning för hela Shropshire och kommunerna vid Englands gräns med Wales. Tidningen har varit i omlopp sedan måndagen den 5 oktober 1964, då den ärvde den nattlig upplaga på runt 19000 från de gamla Shropshire upplagan av Express & Star.
Redaktionen har sitt säte i Telford där den också trycks. Det finns sju utgåvor av tidningen, som publiceras dagligen vid lunchtid, måndag till lördag, Powys, Oswestry, North Shropshire, Bridgnorth och Shrewsbury. Inom cirkulations området har Shropshire Star har en genomsnittlig läseskara på 171 837.
Shropshire Star ägs av Midland News Association, som också äger tidningen Express & Star.